# Dia Internacional de l'Escriptor Perseguit
El Dia de l'Escriptor Perseguit és un dia internacional, anual, destinat a reconèixer i donar suport als escriptors que resisteixen la repressió del dret humà bàsic a la llibertat d'expressió i que es planten contra els atacs a la llibertat d'informació. Aquest dia es commemora cada any el 15 de novembre. Va començar el 1981 per iniciativa del comitè Writers in Prison del PEN Club Internacional.
A més d'augmentar la consciència del públic sobre els escriptors perseguits en conjunt, el PEN Club utilitza el Dia Internacional de l'Escriptor Perseguit per a dirigir l'atenció sobre escriptors amenaçats, perseguits o empresonats concrets i les seves circumstàncies particulars. Cadascun dels escriptors seleccionats és d'un indret diferent del món i cada cas representa circumstàncies de repressió que es produeixen quan els governs o altres estaments al poder se senten qüestionats a causa dels seus escrits. En aquest dia, la societat i el públic en general és encoratjat a prendre mesures, en forma de donacions, cartes d'apel·lació i actes reivindicatius en favor dels escriptors seleccionats.
La data també serveix per a commemorar tots els escriptors assassinats el darrer any. Entre el 15 de novembre del 2007 i el 15 de novembre del 2008, almenys 39 escriptors de tot el món van morir en circumstàncies relacionades amb la seva professió.

## Escriptors perseguits
2013
- Kunchok Tsephel Gopey Tsang: escriptor i editor de pàgines web; Tibet
- Dina Meza: defensora dels drets humans i periodista; Hondures[6]
- Zahra Rahnavard: autora i activista política; Iran
- Rodney Sieh: fundador de diari i editor en cap; Libèria
- Fazıl Say: escriptor, compositor i músic; Turquia

2012
- Muharrem Erbey: advocat de drets humans i escriptor; Turquia
- Shiva Nazar Ahari; periodista, activista i bloguer; Iran
- Ericson Acosta: poeta, compositor i activista; Filipines
- Eskinder Nega: periodista i bloguer; Etiòpia
- Regina Martínez: periodista; Mèxic

2011
- Abduljalil al-Singace: bloguer i defensor dels drets humans; Bahrain
- Reeyot Alemu: periodista; Etiòpia
- Nedim Sener i Ahmet Şık; escriptors empresonats; Turquia
- Susana Chavez Castillo: poeta i defensora dels drets humans; Mèxic
- Tashi Rabten (nom de ploma Te'urang): escriptor dissident; Tibet

2010
- Robert Mintya: editor de diari; Camerun
- Hossein Derakhshan: bloguer; Iran
- Bladimir Antuna: periodista; Mèxic
- Tal Al-Mallouhi: bloguer i poeta; Síria
- Dilmurod Saidov: periodista; Uzbekistan

2009
- Lapiro De Mbanga: cantant i compositor; Camerun
- Liu Xiaobo: escriptor dissident, Xina
- Maziar Bahari: periodista, editor, dramaturg i cineasta; Iran
- Miguel Ángel Gutiérrez Ávila: antropòleg, autor i activista; Mèxic
- Natàlia Estemírova: periodista i defensora dels drets humans; Rússia

2008
- Eynullah Fatullayev: periodista; Azerbaidjan
- Melissa Rocío Patiño Hinostroza: estudiant i poeta; Perú
- Mohammad Sadiq Kaboudvand: periodista; Iran
- Tsering Woeser; escriptora i poeta; Xina
- The Crocodile of Zambezi: col·lectiu d'escriptors; Zimbabwe

2007
- Normando Hernanez Gonzalez: periodista; Cuba
- Jamshid Karimov: periodista; Uzbekistan
- Fatou Jaw Manneh: periodista; Gàmbia
- Yaghoub Yadali: novel·lista; Iran
- Zargana Maung Thura: poeta i comediant; Birmània

2006
- Hrant Dink: editor de diari; Turquia
- Wesenseged Gebrekidan: periodista; Etiòpia
- Lydia Cacho: periodista i escriptora; Mèxic
- Yang Xiaoqing: periodista; Xina

2005
- Orhan Pamuk: escriptor; Turquia
- Shi Tao: poeta i activista; Xina
- Roya Toloui: activista dels drets de l'escriptora i les dones; Iran
- Paul Kamara: periodista; Sierra Leone
- Victor Rolando Arroyo: periodista; Cuba

2004
- Amir-Abbas Fakhravar: escriptor; Iran
- Rakhim Esenov: escriptor; Turkmenistan
- Guy-André Kieffer: periodista; Costa d'Ivori
- Roberto Javier Mora García, Francisco Ortiz Franco i Francisco Arratia Saldierna: periodistes assassinats; Mèxic